# Dumbrăveni (Vrancea)
Dumbrăveni é uma comuna romena localizada no distrito de Vrancea, na região de Moldávia. A comuna possui uma área de 32.59 km² e sua população era de 4292 habitantes segundo o censo de 2007.